# Гран-при Абу-Даби 2012 года
Гран-при Абу-Даби 2012 года (официально IV Etihad Airways Abu Dhabi Grand Prix) — автогонка, этап чемпионата мира «Формулы-1», который прошёл со 2 по 4 ноября 2012 года на автодроме «Яс Марина», Абу-Даби, ОАЭ. Победителем гонки стал Кими Райкконен (Lotus), стартовавший с 4-й позиции стартового поля. Эта победа стала для Кими первой с момента его возвращения в Формулу-1 в 2012 году, и 19-й победой в карьере. Вторым к финишу пришёл Фернандо Алонсо (Ferrari), третьим стал Себастьян Феттель (Red Bull). Феттель показал в квалификации третье время, но был исключен из её результатов за нарушения технического регламента, и стартовал с пит-лейн. Кроме того, в процессе прорыва из последних рядов на 54-м круге он показал наилучшее время (быстрейший круг). Стартовавший с поул-позиции Льюис Хэмилтон (McLaren) не смог добраться до финиша, на 20-м круге став жертвой неполадок в топливной системе.

## Свободные заезды
Первая сессия свободных заездов прошла без особых происшествий. На трассу вышли сразу пять резервных гонщиков — Жюль Бьянки (Force India), Валттери Боттас (Williams), Гидо ван дер Гарде (Caterham), Ма Цинхуа (HRT) и Макс Чилтон (Marussia). Для последнего это стало дебютом в Гран-при. Заменили они ди Ресту, Сенну, Петрова, Картикеяна и Пика соответственно. Лучшим из резервных гонщиков стал Боттас, показавший девятое время, а ван дер Гарде из-за отказа мотора не смог показать никакого результата. Протокол возглавили гонщики McLaren.
Для подготовки гонщиков к условиям гонки пятничная сессия была проведена на закате, а в конце её организаторы включили искусственное освещение. Протокол возглавил Феттель, а вот его напарник Уэббер не закончил сессию из-за утечки в системе охлаждения.
Третья сессия в субботу также прошла без происшествий. Команда «Феррари» второй раз за уик-енд нарушила правило комендантского часа, продолжив работу над автомобилем Алонсо дольше положенного, однако последствий это не повлекло — все команды имеют право четырежды нарушить это правило. Лучшими в сессии, как и утром в пятницу, стали гонщики Макларена, и снова в том же порядке — Хэмилтон и Баттон.
| Сессия | № | Лидер             | Конструктор      | Ш | Время    | Погода         | Воздух °C | Трасса °C |
| ------ | - | ----------------- | ---------------- | - | -------- | -------------- | --------- | --------- |
| 1      | 4 | Льюис Хэмилтон    | McLaren-Mercedes | P | 1:43,285 | Солнечно, сухо | +33       | +43       |
| 2      | 1 | Себастьян Феттель | Red Bull-Renault | P | 1:41,751 | Ясно, сухо     | +30       | +34       |
| 3      | 4 | Льюис Хэмилтон    | McLaren-Mercedes | P | 1:42,130 | Солнечно, сухо | +32       | +47       |

| Гонщик             | Конструктор          | Время    |
| ------------------ | -------------------- | -------- |
| Валттери Боттас    | Williams-Renault     | 1:45,347 |
| Жюль Бьянки        | Force India-Mercedes | 1:45,769 |
| Макс Чилтон        | Marussia-Cosworth    | 1:48,887 |
| Ма Цинхуа          | HRT-Cosworth         | 1:50,487 |
| Гидо ван дер Гарде | Caterham-Renault     | —        |

## Квалификация
Льюис Хэмилтон доминировал в квалификации, выиграв все три её части. В первой части ожидаемо выбыли шестеро гонщиков трех слабейших команд, а также Жан-Эрик Вернь. Во второй части выступления закончил и второй гонщик Торо Россо, Риккардо. Также закончили квалификацию Сенна, Шумахер, ди Реста и команда Заубер в полном составе. Таким образом, в финальную часть прошли гонщики четырёх сильнейших команд, а также Росберг на Mercedes и Мальдонадо на Williams.
В финальной части квалификации Хэмилтон в первой же попытке проехал круг с лучшим временем уик-енда, и этот результат никому побить так и не удалось. Поул-позиция для британца оказалась 25-й в карьере и шестой за сезон. Компанию на первом ряду стартового поля ему составил Марк Уэббер, которого весь уик-енд преследовали различные технические проблемы. Себастьян Феттель показал третье время, а его основной соперник в борьбе за чемпионский титул Фернандо Алонсо оказался только седьмым. Для Нико Хюлькенберга участие в финале квалификации оказалось формальностью — на трассу выезжать он не стал.
После квалификации дополнительное разбирательство произошло в связи с тем, что Феттель после завершения своей попытки не доехал до боксов, остановив машину на обочине трассы по приказу команды. При проведении технической инспекции его автомобиля выяснилось, что в баках его автомобиля осталось менее 1 литра топлива, необходимого для взятия пробы. Как и в случае аналогичного нарушения со стороны Льюиса Хэмилтона в Гран-при Испании этого же года, решением стюардов немец был исключен из результатов квалификации, но при этом допущен к участию в гонке с последнего, 24-го места. Шеф команды Ред Булл Кристиан Хорнер утверждал в интервью, что необходимое количество топлива все же было в автомобиле, но извлечь его возможности нет. Тем не менее, оспаривать решение стюардов команда не стала. Позднее стало известно, что команда приняла решение отправить Феттеля в гонку не с последнего места, а с пит-лейн, что дало возможность забрать автомобиль из «закрытого парка» и перенастроить его с учётом новой стартовой позиции гонщика.
| Поз.                  | №. | Гонщик            | Конструктор          | Часть 1  | Часть 2  | Часть 3  | Старт |
| --------------------- | -- | ----------------- | -------------------- | -------- | -------- | -------- | ----- |
| 1                     | 4  | Льюис Хэмилтон    | McLaren-Mercedes     | 1:41,497 | 1:40,901 | 1:40,630 | 1     |
| 2                     | 2  | Марк Уэббер       | Red Bull-Renault     | 1:41,933 | 1:41,277 | 1:40,987 | 2     |
| Искл                  | 1  | Себастьян Феттель | Red Bull-Renault     | 1:42,160 | 1:41,511 | 1:41,073 | ПЛ1   |
| 3                     | 18 | Пастор Мальдонадо | Williams-Renault     | 1:41,981 | 1:41,907 | 1:41,226 | 3     |
| 4                     | 9  | Кими Райкконен    | Lotus-Renault        | 1:42,222 | 1:41,532 | 1:41,260 | 4     |
| 5                     | 3  | Дженсон Баттон    | McLaren-Mercedes     | 1:42,342 | 1:41,873 | 1:41,290 | 5     |
| 6                     | 5  | Фернандо Алонсо   | Ferrari              | 1:41,939 | 1:41,514 | 1:41,582 | 6     |
| 7                     | 8  | Нико Росберг      | Mercedes             | 1:41,926 | 1:41,698 | 1:41,603 | 7     |
| 8                     | 6  | Фелипе Масса      | Ferrari              | 1:41,974 | 1:41,846 | 1:41,723 | 8     |
| 9                     | 10 | Ромен Грожан      | Lotus-Renault        | 1:42,046 | 1:41,620 | 1:41,778 | 9     |
| 10                    | 12 | Нико Хюлькенберг  | Force India-Mercedes | 1:42,579 | 1:42,019 |          | 10    |
| 11                    | 15 | Серхио Перес      | Sauber-Ferrari       | 1:42,624 | 1:42,084 |          | 11    |
| 12                    | 11 | Пол ди Реста      | Force India-Mercedes | 1:42,572 | 1:42,218 |          | 12    |
| 13                    | 7  | Михаэль Шумахер   | Mercedes             | 1:42,735 | 1:42,289 |          | 13    |
| 14                    | 19 | Бруно Сенна       | Williams-Renault     | 1:43,298 | 1:42,330 |          | 14    |
| 15                    | 14 | Камуи Кобаяси     | Sauber-Ferrari       | 1:43,582 | 1:42,606 |          | 15    |
| 16                    | 16 | Даниэль Риккардо  | Toro Rosso-Ferrari   | 1:43,280 | 1:42,765 |          | 16    |
| 17                    | 17 | Жан-Эрик Вернь    | Toro Rosso-Ferrari   | 1:44,058 |          |          | 17    |
| 18                    | 20 | Хейкки Ковалайнен | Caterham-Renault     | 1:44,956 |          |          | 18    |
| 19                    | 25 | Шарль Пик         | Marussia-Cosworth    | 1:45,089 |          |          | 19    |
| 20                    | 21 | Виталий Петров    | Caterham-Renault     | 1:45,151 |          |          | 20    |
| 21                    | 24 | Тимо Глок         | Marussia-Cosworth    | 1:45,426 |          |          | 21    |
| 22                    | 22 | Педро де ла Роса  | HRT-Cosworth         | 1:45,766 |          |          | ПЛ    |
| 23                    | 23 | Нараин Картикеян  | HRT-Cosworth         | 1:46,382 |          |          | 23    |
| 107 % время: 1:48,601 |    |                   |                      |          |          |          |       |
| Источник:             |    |                   |                      |          |          |          |       |

↑  — Себастьян Феттель исключен из протокола квалификации за нарушение технического регламента, поскольку на машине оказалось менее 1 литра необходимого для взятия пробы топлива. Допущен к старту гонки и будет стартовать с пит-лейн из-за нарушений условий закрытого парка.

## Гонка
На прогревочный круг не смог уйти Педро де ла Роса — шнур от термочехла запутался в подвеске, из-за чего испанцу пришлось стартовать с пит-лейн позади Феттеля.
На старте Хэмилтон сохранил лидерство, а вот Уэббер стартовал традиционно плохо, пропустив сначала Райкконена с Мальдонадо, а затем и Алонсо. Позади столкнулись друг с другом гонщики Force India, досталось в столкновении также Сенне и Пересу. В результате сразу же сошёл Хюлькенберг. Позади тем временем прорывался вперед стартовавший с пит-лейн Феттель, добравшийся к третьему кругу до 18-го места. При этом автомобиль немца был поврежден — на старте он отломил правую торцевую пластину переднего антикрыла. Команда все же решила отложить визит в боксы для замены до планового пит-стопа, чтобы не терять времени.
На 9-м круге Росберг врезался в Картикеяна (у того возникли проблемы с рулевым колесом, и он затормозил неожиданно рано). В результате вся трасса оказалась засыпана обломками, для устранения которых был выпущен пейс-кар. В первых рядах положение к этому моменту сохранялось, а вот Феттель добрался уже до 12-го места.
На 12-м круге, все ещё в режиме пейс-кара, Феттель едва не столкнулся с Риккардо и врезался в пенопластовую табличку. Сразу после этого Феттель все же совершил пит-стоп, где наконец поменял поврежденное антикрыло. Выехал на трассу он вновь в хвосте пелетона.
После ухода пейс-кара позиции в десятке не изменились. Позади Феттель обогнал Грожана, выехав всеми колесами за пределы трассы, после чего пропустил его обратно, чтобы избежать штрафа. Вскоре ему снова удалось обогнать француза.
На 20-м круге неожиданно сошёл комфортно лидирующий Хэмилтон — случились проблемы с системой подачи топлива. Вперед вышел Райкконен, и практически сразу же на второе место вышел Алонсо, обогнавший Мальдонадо. Через три круга Мальдонадо попытался пройти и Уэббер, но в результате легкого контакта его развернуло. К счастью, австралиец потерял всего три места. Мальдонадо же вскоре оказался жертвой Баттона, который таким образом стал третьим. В момент действия жёлтых флагов при радиопереговорах с инженером Марком Слейдом Райкконен произнёс ставшую со временем «крылатой» фразу «Leave me alone, I know what to do»(Оставьте меня в покое, я знаю, что делаю).
Отброшенный назад Уэббер бросился отыгрываться, атаковал Массу в борьбе за шестую позицию, но переоценил возможности и был вынужден срезать поворот по заасфальтированной зоне безопасности. Возвращаясь на трассу, он появился непосредственно перед автомобилем Массы, из-за чего тот был вынужден экстренно тормозить, в результате чего его развернуло.
После серии пит-стопов, в результате которой Райкконен сохранил лидерство, а вторым оказался Феттель, сменивший резину ранее, ещё во время пребывания пейс-кара на трассе. Вскоре и он сменил шины, откатившись на четвёртое место.
На 39-м круге в борьбе за позицию в очковой зоне произошёл контакт между Грожаном и ди Рестой, а сзади на них обоих налетел Уэббер. В результате с дистанции сошли француз и австралиец, а ди Реста и Перес были вынуждены отправиться в боксы на ремонт. Мексиканец позднее был признан виновником аварии и получил штраф в виде 10-секундной остановки в боксах. На трассу же вновь выехал пейс-кар. Косвенной жертвой этой аварии стал также Шумахер, проколовший колесо на обломках и также вынужденный сменить резину.
После рестарта Райкконен сохранил лидерство, Феттель же атаковал Баттона в борьбе за позицию на подиуме. Обогнать ему удалось на 52-м круге. Алонсо же смог к последнему кругу подобраться к лидеру вплотную, но для атаки времени ему не хватило.
Победа Райкконена стала первой для его команды и 19-й для него лично. Кими стал уже восьмым по счету гонщиком, которому удавалось побеждать в этом сезоне.
| Место    | С  | +/- | №  | Гонщик            | Конструктор          | Ш | Круги | Время/причина схода | Скорость | Пит | О  |
| -------- | -- | --- | -- | ----------------- | -------------------- | - | ----- | ------------------- | -------- | --- | -- |
| 1        | 4  | ▲3  | 9  | Кими Райкконен    | Lotus-Renault        | P | 55    | 1:45:58,667         | 172,878  | 1   | 25 |
| 2        | 6  | ▲4  | 5  | Фернандо Алонсо   | Ferrari              | P | 55    | +0,852              | 172,855  | 1   | 18 |
| 3        | ПЛ | ▲20 | 1  | Себастьян Феттель | Red Bull-Renault     | P | 55    | +4,163              | 172,765  | 2   | 15 |
| 4        | 5  | ▲1  | 4  | Дженсон Баттон    | McLaren-Mercedes     | P | 55    | +7,787              | 172,667  | 1   | 12 |
| 5        | 3  | ▼2  | 18 | Пастор Мальдонадо | Williams-Renault     | P | 55    | +13,007             | 172,525  | 1   | 10 |
| 6        | 15 | ▲9  | 14 | Камуи Кобаяси     | Sauber-Ferrari       | P | 55    | +20,076             | 172,334  | 1   | 8  |
| 7        | 8  | ▲1  | 6  | Фелипе Масса      | Ferrari              | P | 55    | +22,896             | 172,258  | 1   | 6  |
| 8        | 14 | ▲6  | 19 | Бруно Сенна       | Williams-Renault     | P | 55    | +23,542             | 172,240  | 1   | 4  |
| 9        | 12 | ▲3  | 11 | Пол Ди Реста      | Force India-Mercedes | P | 55    | +24,160             | 172,224  | 3   | 2  |
| 10       | 16 | ▲6  | 16 | Даниэль Риккардо  | Toro Rosso-Ferrari   | P | 55    | +27,463             | 172,135  | 2   | 1  |
| 11       | 13 | ▲2  | 7  | Михаэль Шумахер   | Mercedes             | P | 55    | +28,075             | 172,118  | 2   |    |
| 12       | 17 | ▲5  | 18 | Жан-Эрик Вернь    | Toro Rosso-Ferrari   | P | 55    | +34,906             | 171,934  | 2   |    |
| 13       | 18 | ▲5  | 20 | Хейкки Ковалайнен | Caterham-Renault     | P | 55    | +47,764             | 171,589  | 1   |    |
| 14       | 21 | ▲7  | 24 | Тимо Глок         | Marussia-Cosworth    | P | 55    | +56,473             | 171,356  | 1   |    |
| 15       | 11 | ▼4  | 15 | Серхио Перес      | Sauber-Ferrari       | P | 55    | +56,769             | 171,348  | 3   |    |
| 16       | 20 | ▲4  | 21 | Виталий Петров    | Caterham-Renault     | P | 55    | +1:04,595           | 171,140  | 1   |    |
| 17       | ПЛ | ▲7  | 22 | Педро де ла Роса  | HRT-Cosworth         | P | 55    | +1:11,778           | 170,948  | 1   |    |
| Сход     | 19 | ▲1  | 25 | Шарль Пик         | Marussia-Cosworth    | P | 41    | Двигатель           | —        | 1   |    |
| Сход     | 9  | ▼10 | 10 | Ромен Грожан      | Lotus-Renault        | P | 37    | Авария              | —        | 2   |    |
| Сход     | 2  | ▼18 | 2  | Марк Уэббер       | Red Bull-Renault     | P | 37    | Авария              | —        | 1   |    |
| Сход     | 1  | ▼20 | 4  | Льюис Хэмилтон    | McLaren-Mercedes     | P | 19    | Топливная система   | —        | 0   |    |
| Сход     | 22 | ▬   | 23 | Нараин Картикеян  | HRT-Cosworth         | P | 7     | Авария              | —        | 0   |    |
| Сход     | 7  | ▼16 | 8  | Нико Росберг      | Mercedes             | P | 7     | Авария              | —        | 0   |    |
| Сход     | 10 | ▼14 | 12 | Нико Хюлькенберг  | Force India-Mercedes | P | 0     | Авария              | —        | 0   |    |
| Источник |    |     |    |                   |                      |   |       |                     |          |     |    |

| № | Гонщик         | Конструктор      | Круги | Всего |
| - | -------------- | ---------------- | ----- | ----- |
| 4 | Льюис Хэмилтон | McLaren-Mercedes | 1-19  | 19    |
| 9 | Кими Райкконен | Lotus-Renault    | 20-55 | 36    |

Машина безопасности (причина появления)
1. 9-15 круги (столкновение Росберга и Картикеяна)
2. 38-42 круги (столкновение Уэббера, Грожана, ди Ресты и Переса)

## Положение в чемпионате после Гран-при
Перед этим этапом Феттель лидировал в чемпионате с отрывом в 13 очков от ближайшего преследователя — Алонсо. Несмотря на старт с пит-лейна, ему удалось потерять лишь три очка из этого отрыва. Трое других претендентов на титул потеряли даже математические шансы на победу — Уэббер и Хэмилтон сошли, а Райкконену даже победа не помогла остаться в числе претендентов. Таким образом, перед двумя финальными гонками осталось всего два претендента на титул, при этом разрыв между ними составляет всего десять очков.
| Место | +/- | Гонщик            | Очки |
| ----- | --- | ----------------- | ---- |
| 1     | ▬   | Себастьян Феттель | 255  |
| 2     | ▬   | Фернандо Алонсо   | 245  |
| 3     | ▬   | Кими Райкконен    | 198  |
| 4     | ▬   | Марк Уэббер       | 167  |
| 5     | ▬   | Льюис Хэмилтон    | 165  |

| Место | +/- | Конструктор      | Очки |
| ----- | --- | ---------------- | ---- |
| 1     | ▬   | Red Bull-Renault | 422  |
| 2     | ▬   | Ferrari          | 340  |
| 3     | ▬   | McLaren-Mercedes | 318  |
| 4     | ▬   | Lotus-Renault    | 288  |
| 5     | ▬   | Mercedes         | 136  |

- Примечание: в обе таблицы включены только первые 5 позиций.